# Pollo Gutiérrez
Pollo Gutiérrez, cuyo nombre completo era Luis Alberto Gutiérrez, (Mendoza, Argentina, 4 de noviembre de 1975 - Niterói, Brasil, 17 de marzo de 2012) fue un reconocido músico multiinstrumentista argentino nacido en la Ciudad de Mendoza.

## Biografía
En su juventud estudió música y artes marciales. Aunque fue muy competitivo en sentido deportivo y ganó muchos premios de campeonatos de karate y Kung Fu, se decidió por la música.
Integró varias agrupaciones reconocidas de su ciudad natal, como: Poseidon, Shuriken Rap, El Cogoyo, Etiam Licet, Aliens Rockers, Rojo Carmesí, Setiembre, Fun Key Man y Dominga Petrona, una agrupación de Buenos Aires, tocando distintos géneros tales como el Rock, Blues, Reggae, Candombe, Jazz, R&B, Rap, Funk, etc.
Gutiérrez sabía tocar diferentes instrumentos musicales, como la guitarra, el bajo, la trompeta y toda una variante de instrumentos de percusión. Pero fue la batería lo que hizo que su carrera artística se expandiera más. Tocaba este instrumento desde la infancia, practicaba día y noche en un pequeño cuarto de alquiler al fondo de su casa. Fue tal la destreza que mostraba al tocar este instrumento, que a finales de 2011, ganó un concurso de bateristas en Brasil, que terminó resultando ser el ganador. Y mientras se encontra en la ciudad de Niteroi, integraba una agrupación llamada Super Changos.
Pollo Gutiérrez sufrió un cuadro del síndrome de muerte súbita en esa ciudad, el 17 de marzo de 2012 a la edad de treinta y seis años. Sus restos fueron cremados y volvieron a la Argentina una semana después.